# Acquire

舊標誌

株式會社Acquire是一間位於日本東京都千代田區的電子遊戲開發商，製作有天诛、侍道和秋葉原之旅等遊戲。公司創建於1994年12月6日，4年後從有限公司改制成股份公司，2011年被GungHo收购成为其子公司。。 2024年2月，KADOKAWA（角川集团）在财报中宣布已于2023年12月31日收购了Acquire。截至2023年，會社有148名員工，資產達到1億1978萬日元。目前公司董事長為遠藤琢磨。

## 遊戲
Acquire目前為家用電子遊戲機平台和移動平台開發遊戲；公司擁有獨立專用的動作捕捉工作室「Studio Acquire」。以下為Acquire開發的遊戲：

### 天诛系列
- 天誅（1998）
- 天誅 忍凱旋（1998）
- 天誅 忍百選（1999）
- 天诛贰（2000）
- 天诛4（Wii，2009）

### 侍道系列
- 侍道（2002）
- 侍道2（2004）
- 西部武士活剧 活剧侍道（2004）
- 侍道3（2008）
- 侍道4（2011）
- 侍道外傳 刀神（2020）

### 忍道系列
- 忍道 戒（2005）
- 忍道 匠（2005）
- 忍道 焰（2006）
- 忍道2 散华（2011）

### 勇者别嚣张系列
- 勇者别嚣张（2007）
- 勇者别嚣张or2（2008）
- 勇者實在太囂張：3D（2010）
- 勇者有點太囂張G（2013）
- 勇者實在太囂張VR!（2017）

### 秋葉原之旅
- 秋葉原之旅（2011）
- 秋葉原之旅2（2013）
- 秋葉原脫物語 Festa！（2016）

- 秋葉原妄想物語（2016）

### 其他
- 劍鬥士:自由之路（2005）
- 劍鬥士:起源（2010）
- 神业（2006）
- 剑、魔法与学园（2009）
- 巫术 囚禁幽魂的迷宫（2009年日本、2011年北美)
- 巫术 囚禁幽灵的街道（2011年）
- 墨鬼 (2012)
- Mind Zero（2013）
- 雨（2013）
- 屠龙之路（2013）
- 神圣之门（2013）
- 歧路旅人(八方旅人)（2018）
- 致全人类（2019）
- 閃亂忍忍忍者大戰戰機少女 -少女們的響艷-（2021）
- 歧路旅人2(八方旅人2)（2023）
- 瑪利歐＆路易吉RPG 兄弟齊航！（2024）
- 水烟水雾（2024）

## 外部連結
- ACQUIRE官網（页面存档备份，存于）（日語）